# Božidar Kovaček
Prof. dr. Božidar Kovaček (Bosanska Dubica, 8. kolovoza 1930. – Novi Sad, 29. ožujka 2007.), bio je književni povjesničar i redovni profesor Novosadskog sveučilišta.

## Životopis
Osnovnu školu pohađao je u Bosanskom Novom (1936. – 1938., 1939. – 1940.) i u Subotici (1938. – 1939.), a gimnaziju u Novom Sadu (1940. – 1949.). Filozofski fakultet (grupa za jugoslavenske književnosti) završio je u Beogradu (1949. – 1954.). Doktorirao je s tezom o Jovanu Đorđeviću na Filozofskom fakultetu u Novom Sadu (1963.). Na istom Fakultetu radio je kao knjižničar (1955. – 1957.), zatim kao asistent (1957. – 1963.), docent (1963. – 1970.), izvanredni profesor (od 1970.). Predavao je narodnu književnost i opći smjer povijesti jugoslavenskih književnosti do 20. stoljeća. Ne napuštajući profesuru, bio je upravnik Knjižnice Matice srpske (1970. – 1975.). Biran je 1974. za izvanrednog, a 1980. za redovnog profesora novosadske Akademije umjetnosti i njenog dekana (1976. – 1981.). Predavao je povijest dramske književnosti i kazališta. Znanstvene oblasti su mu povijest srpske književnosti i kulture (posebno kazališta) 18. i 19. stoljeća. Bavio se i komparativistikom.
Volonterski rad u Matici srpskoj: član suradnik od 1963., član Upravnog odbora od 1969., Izvršnog odbora od 1971., sekretar Odjeljenja za književnost i jezik 1974. – 1983., predsjednik Temišvarskog odbora do 1999., potpredsjednik Matice 1982. – 1999., zatim predsjednik. Osnivač je i glavni urednik Matičinog znanstvenog časopisa "Zbornik za scenske umetnosti i muziku". Objavljivao je radove u četrdesetak publikacija, listova i časopisa. 

## Važnija djela
- "Jovan Đorđević", 1964.
- "Kritičari o Veljku Petroviću" (koautor Draško Ređep), 1965.
- "Matica srpska", fotomonografija (koautor Draško Ređep), 1967.
- "Pisci Sente" (koautor I. Seli), 1967.
- "Prepiska između Jovana Đorđevića i Antonija Hadžića", 1973.
- "Magaraševićev letopis o Vuku i njegovoj poeziji", 1987.
- "Pozorišno delo Joakima Vujića" (koautori P. Marjanović, D. Mihajlović, D. Rnjak), 1988.
- "Talija i Klio", 1991.
- "Tekelijanumske istorije XIX veka", 1997.
- "Srbi u Pešti marta 1848", 2000.
- "Matica srpska - Szerb Matica 1826-1864", 2001.
- "Matica srpska 1826-2001", 2001.
- ”Crnogorske i primorske teme u prvih sto brojeva Letopisa Matice srpske”, 2003.
- ”Nepoznata pisma Mihajla Pupina i arhivalije u vezi s njima”, 2004,
- "Milutin Milanković i Matica srpska : nepoznata pisma njegova, prateće arhivalije i podaci", 2005.